# Kamenný vrch (Šenovská pahorkatina)
Kamenný vrch (německy Steinhübel) je kopec o nadmořské výšce 448 m, který leží v Mikulášovicích v Ústeckém kraji.

## Charakteristika
Vrch náleží ke geomorfologickému celku Šluknovská pahorkatina, jeho okrsku Šenovská pahorkatina a podokrsku Mikulášovická pahorkatina. Na jihovýchodě na Kamenný vrch navazuje Strážný vrch (439 m) a na severozápadě Wolfstein (393 m). Geologické podloží tvoří střednězrnný lužický granodiorit, kterým prostupuje dolerit a tefrit. Po těžbě doleritu a tefritu se na Kamenném vrchu nachází dva opuštěné lomy. Ve vyšších polohách se vyskytují kamenná moře vzniklá blokovým rozpadem granodioritu. Půdním pokryvem je převážně dystrická a modální mesobazická kambizem, méně je zastoupena kambizem modální eutrofní. Při jižním úpatí protéká Hraniční potok, na severozápadním svahu pramení bezejmenná vodoteč a východní svahy zasahují až k Mikulášovickému potoku. Všechny tyto vodní toky jsou přítoky Sebnice a celý vrch tak náleží k povodí Labe a úmoří Severního moře. Velká část Kamenného vrchu je zalesněna silně poškozeným, převážně jehličnatým lesem. Po jižním svahu prochází Stará sebnitzská cesta, která spojuje Mikulášovice se sousedním Sebnitz. Po východním svahu prochází modře značená turistická stezka směřující k Tanečnici (599 m) a do Vilémova a také železniční trať Rumburk – Panský – Mikulášovice. Část severozápadních až jihozápadních svahů leží za česko-německou státní hranicí a jsou tak součástí lesní oblasti Sebnitzský les, kam zasahuje evropsky významná lokalita Sebnitzer Wald und Kaiserberg.

## Galerie

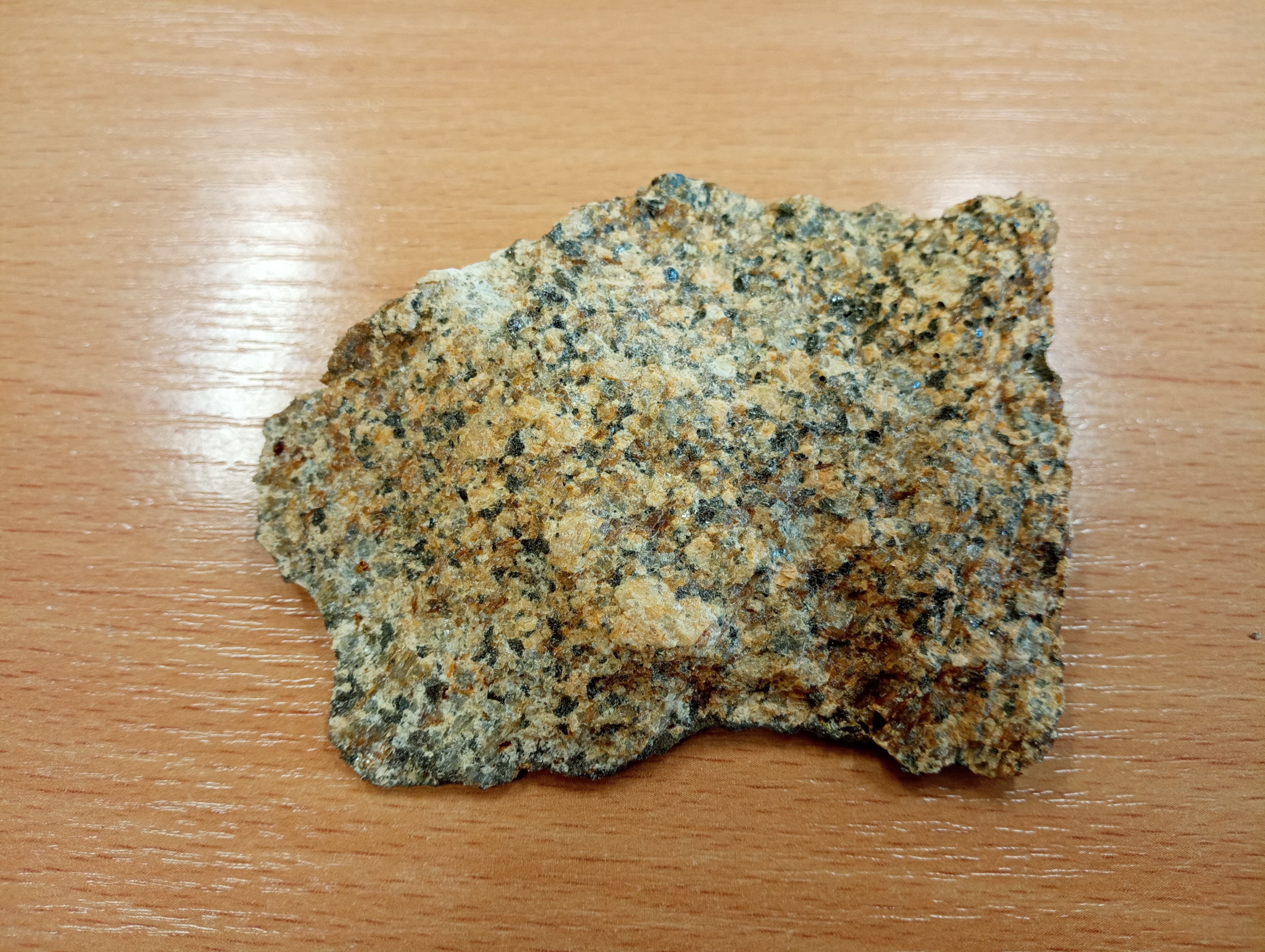
Lužický granodiorit
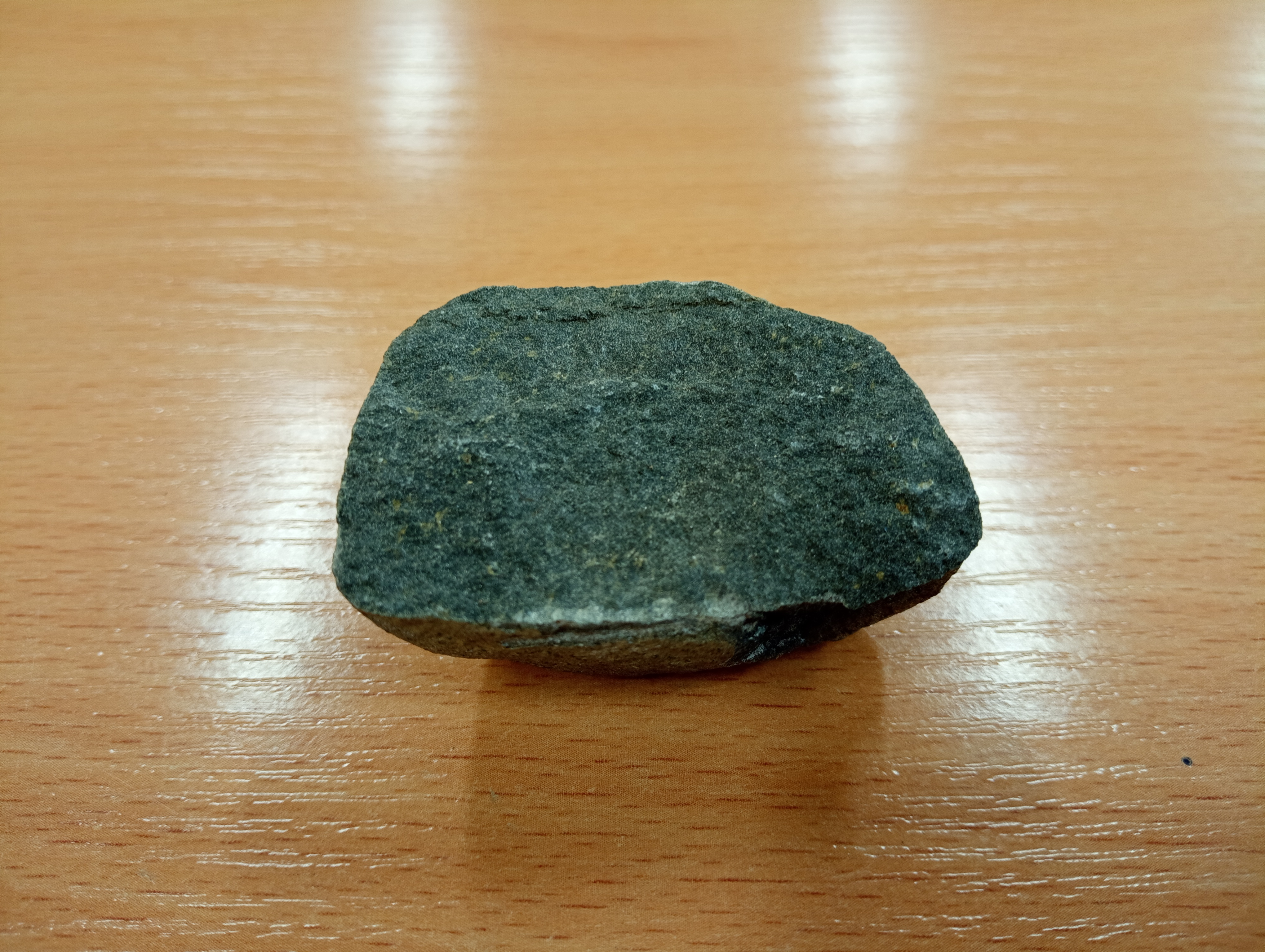
Tefrit
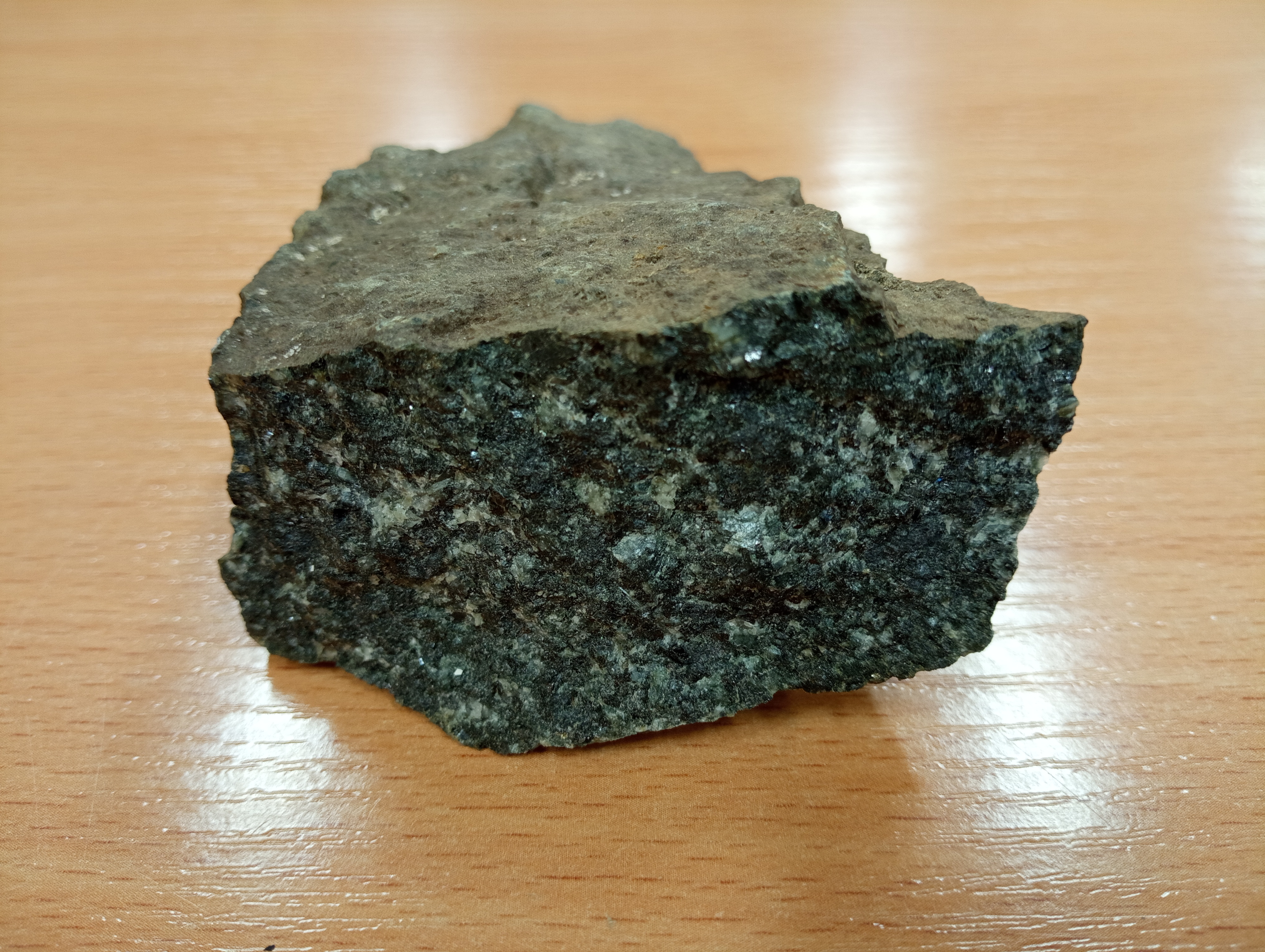
Střednězrnný dolerit
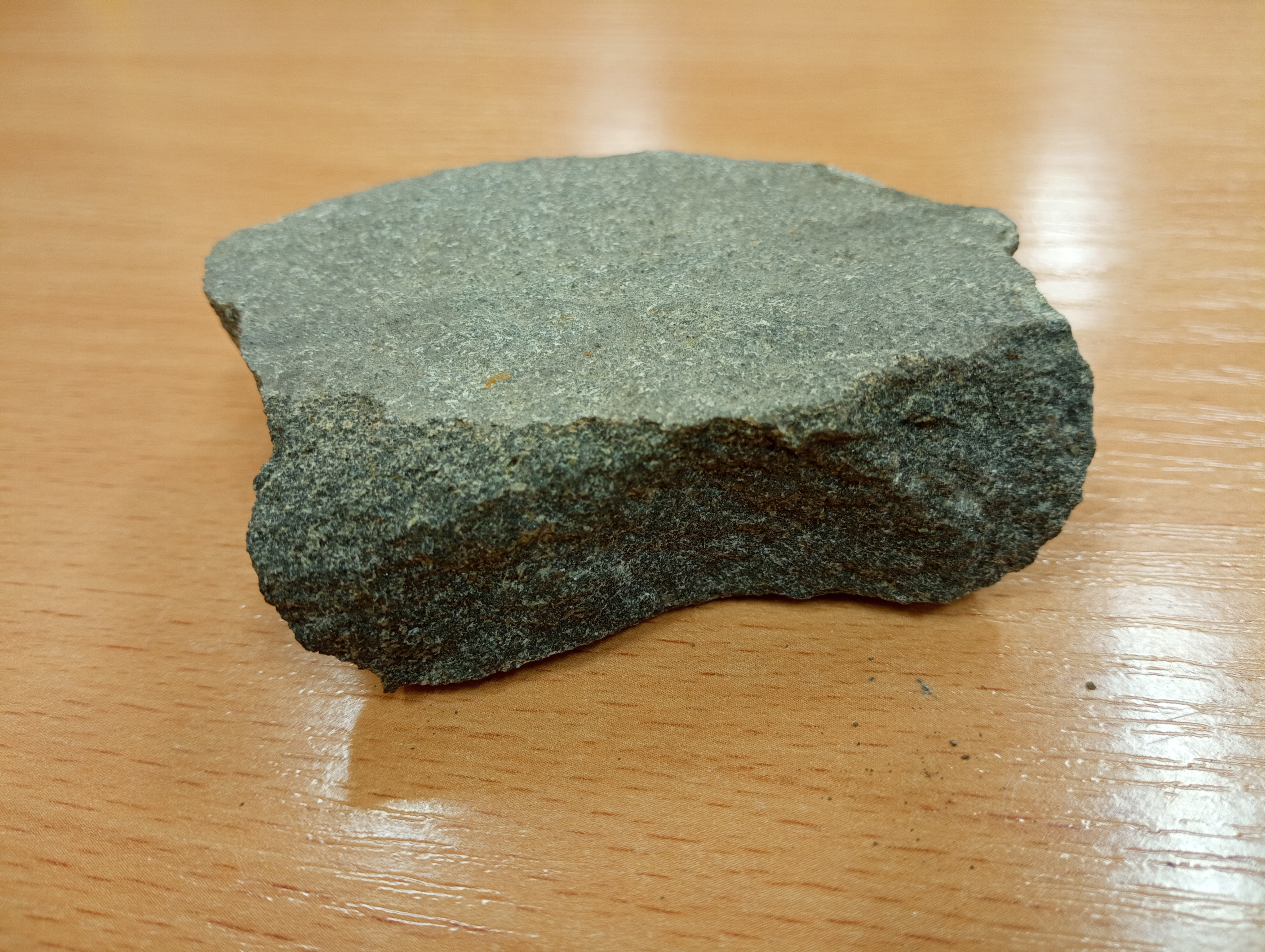
Drobnozrnný dolerit
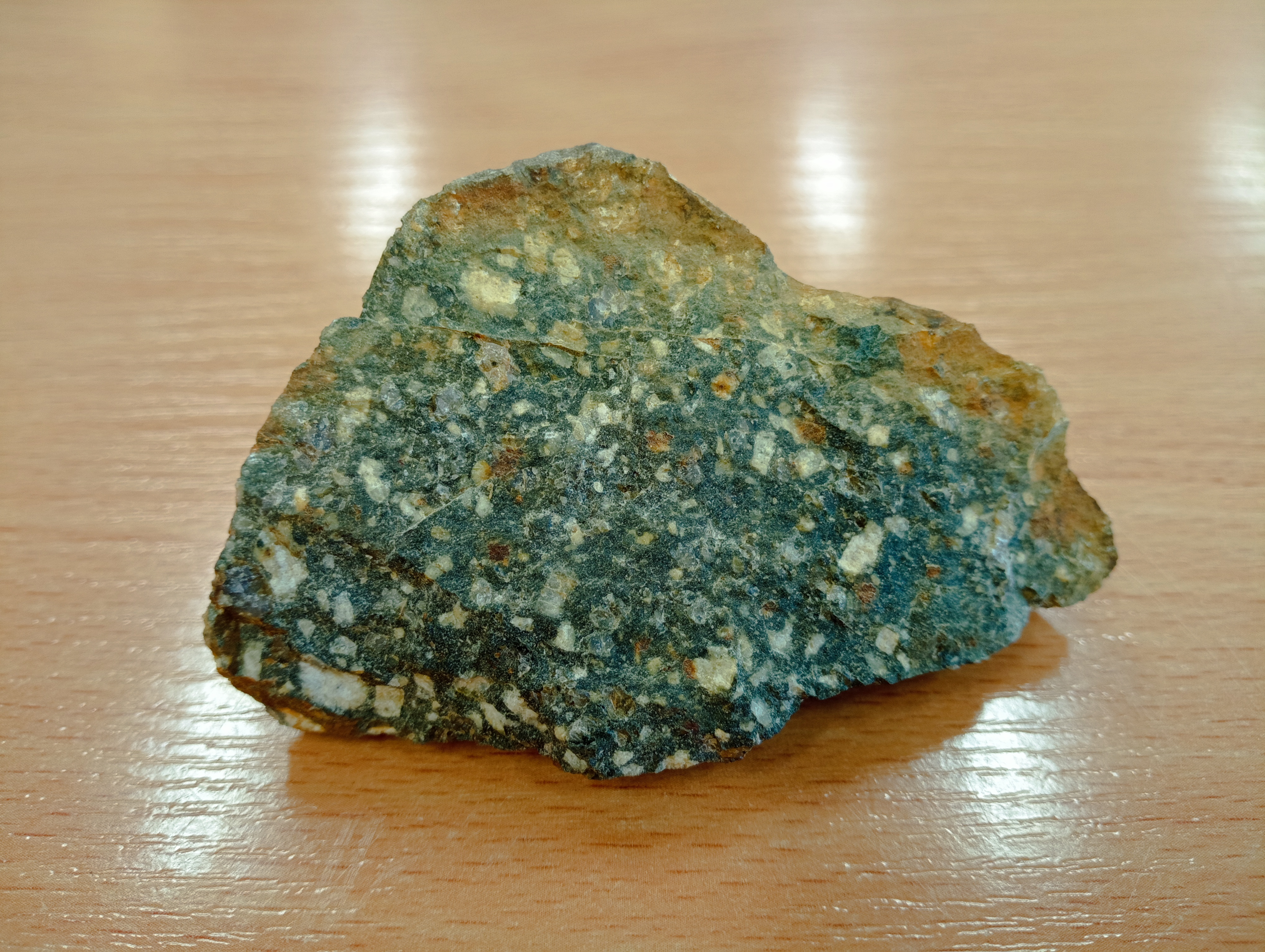
Porfyrický dolerit
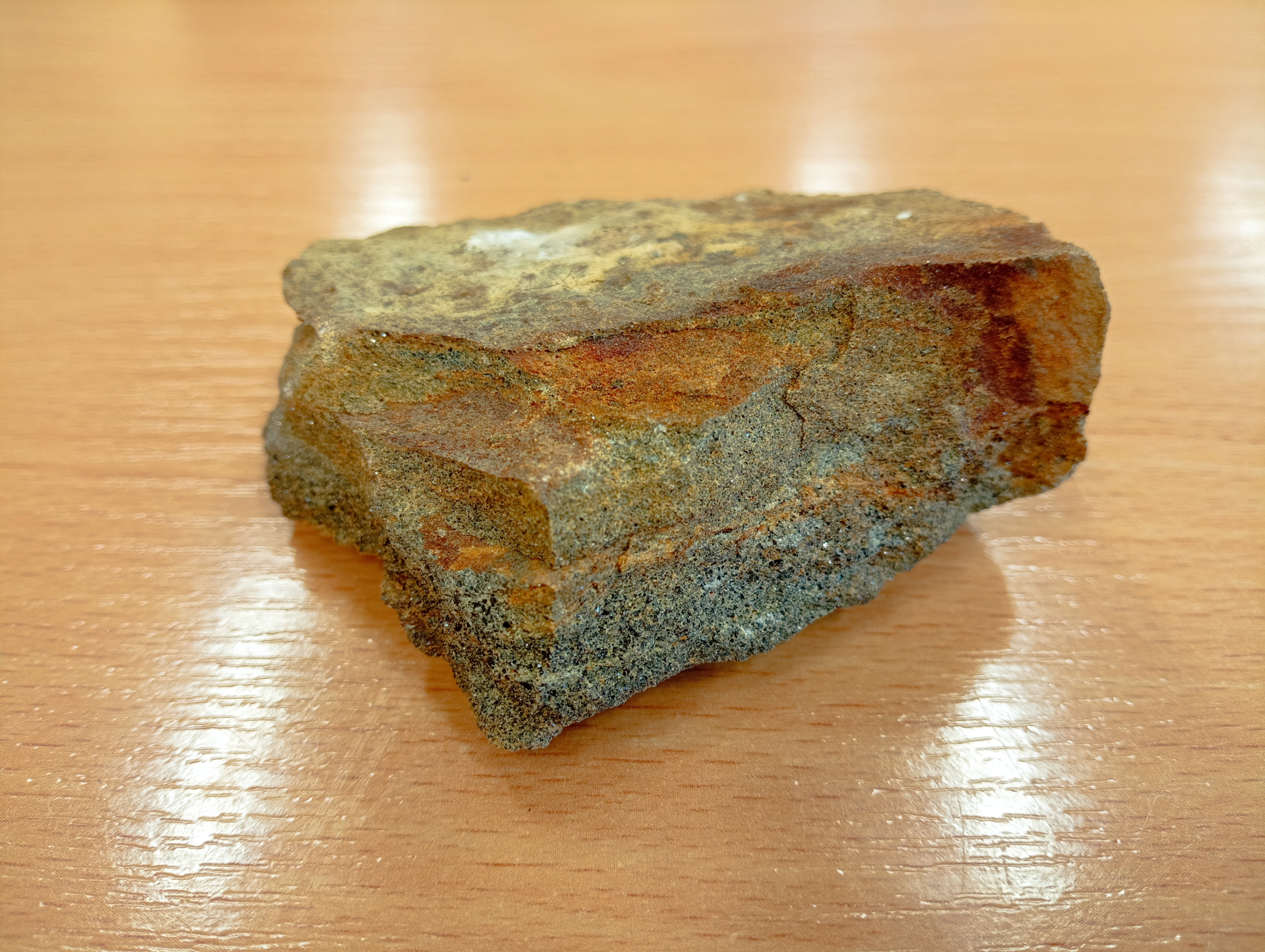
Drobová rula